# Saccidananda Ashram
Saccidananda Ashram (également appelé Shantivanam) est un monastère de moines bénédictins camaldules (OSB Cam) en Inde du Sud. Sis en bord du fleuve Kaveri, à Tannirpalli dans le district de Karur au Tamil Nadu, il a été fondé en 1950 par le prêtre français Jules Monchanin et le moine bénédictin Henri Le Saux (plus tard Abhishiktananda) dans le but explicite d’allier vie monastique chrétienne et tradition hindoue. Avec Bede Griffiths, en 1985, l’ashram s’affilie à l’ordre des Bénédictins Camaldules.

## Histoire
Le but de Jules Monchanin, prêtre séculier, et Henri Le Saux, moine de l’abbaye de Kergonan, est d'intégrer le monachisme bénédictin à la vie d'un ashram indien traditionnel. Le 21 mars 1950 ils fondent un prieuré, appelé ‘Ashram’, à Tannirpalli, un village au bord du fleuve Kaveri, à 38 km à l’ouest de la ville de Tiruchirapalli (Tamil Nadu). 
Les deux entrent en sannyasa (« renoncement »), portent l’habit religieux des ascètes hindous et adoptent un nom religieux indien Ils visitent Tiruvannamalai, à plusieurs reprises, où les deux sannyasis chrétiens reçoivent le "Darshan" du grand sage hindou du XXe siècle, Ramana Maharshi.
Le moine trappiste de l’abbaye de Scourmont, François Mahieu (plus tard Francis Acharya) rejoint l’ashram en 1953, et Bede Griffiths (1906-1993), moine bénédictin anglais de Prinknash, un peu plus tard. Les deux derniers, davantage portés vers le cénobitisme, fonderont Kurisumala Ashram (au Kérala) en 1958. Monchanin meurt en 1957 et Le Saux, de plus en plus attiré par la solitude, préfère son ermitage à Uttarkashi (aux sources du Gange) dans les contreforts indiens de l'Himalaya. Aussi Bède Griffiths revient à Saccidananda Ashram en 1968 pour en être le prieur. 
Bede Griffiths (Swami Dayananda), qui avait du obtenir une exclaustration de son monastère de Prinknash pour vivre sa vie monastique en Inde, obtient en 1980, par ses contacts avec le Prieur général des Camaldules l’affiliation de l’ashram chrétien à l’Ordre camaldule, une branche de l’Ordre bénédictin encourageant la vie érémitique. Le jour de la fête de saint Romuald, le 19 juin 1985, deux moines indiens prononcent leurs vœux monastiques comme membres camaldules de l’Ordre de Saint-Benoît.  
La chapelle de l’ashram est construite dans le style des temples hindous d’Inde méridionale. Elle est précédée d’un gopuram (portail monumental séparé du bâtiment principal) surmonté d’une représentation de la Trinité chrétienne sous la forme d’un Trimurti (figure à trois têtes). En 2017 la communauté compte dix moines à vœux solennels, un moine à vœux temporaires, deux novices et trois postulants. 